# Lê-Dynastie
Die Lê-Dynastie (vietnamesisch: Nhà Lê oder Lê triều, Hán Tự: 家黎 oder 黎朝) regierte Vietnam mit einer kurzen Unterbrechung von 1428 bis 1788. Sie wird auch als Spätere Lê-Dynastie (vietnamesisch: Nhà Hậu Lê oder Hậu Lê triều, Hán Tự: 家後黎 oder 後黎朝) bezeichnet, um sie von der Früheren Lê-Dynastie (980–1009) zu unterscheiden.

## Geschichte
Die Lê-Dynastie wurde nach einem Aufstand gegen die Herrschaft der chinesischen Ming-Dynastie über Vietnam gegründet. Lê Lợi (黎利) bestieg als Kaiser Lê Thái Tổ (黎太祖) den Thron. In den Jahren 1527 bis 1533 usurpierte die Mạc-Dynastie den Thron, die von den Lê erst 1592 auf ein kleines Gebiet zurückgedrängt und 1677 beseitigt werden konnte. Zu dieser Zeit waren die Lê-Kaiser politisch sehr schwach, da Đai Việt unter Kontrolle der Familien Nguyễn und Trịnh waren. Mit dem Aufstand der Gebrüder Nguyễn Nhạc und Nguyễn Huệ ging die mehr symbolische als tatsächliche Herrschaft der Lê im Jahr 1788 zu Ende.

## Bedeutung
Während der Lê-Dynastie wurde Champa erobert und das Territorium Vietnams wuchs von einem Kleinstaat im heutigen Nordvietnam fast auf seine heutige Ausdehnung an. Es gab einen Übergang vom Buddhismus zum Konfuzianismus und der Staatsdienst sowie das Rechtssystem wurden nach dem Vorbild der Ming-Dynastie umgestaltet. Die Herrschaft von Lê Thánh Tông (黎聖宗, 1460–1497) wird manchmal als Goldenes Zeitalter beschrieben. Während der Lê-Dynastie erstarkte der westliche Einfluss in Vietnam, da ab 1516 europäische Händler und Missionare (Franziskaner und Jesuiten, darunter Alexandre de Rhodes) ins Land kamen.